# 호키 미술관
호키 미술관(일본어: ホキ 美術館[*])은 일본 지바현 지바시 미도리구에 있는 미술관이다.

## 같이 보기
- 도케역